# Campeonato Pernambucano de Futebol Sub-20 de 2024
O Campeonato Pernambucano de Futebol Sub-20 de 2024, oficialmente Campeonato Pernambucano Sub-20 2024 e por questões de patrocínio, Pernambucano Betnacional Sub-20, foi a 103.ª edição da principal competição estadual Sub-20, do estado de Pernambuco. A disputa teve o mesmo regulamento de anos anteriores em que, o campeonato é restrito para os atletas nascidos a partir de 2004 à 2008, ou seja, restrito a atletas com idade limite de 20 anos.
Realizado entre os dias 13 de abril à 3 de agosto, a competição contou com a participação de 18 clubes/associações, filiados a Federação Pernambucana de Futebol. e com o Retrô, defendendo o título de 2023.
Enfrentando o atual campeão de 2023, o Sport sagrou-se campeão ao bater o Retrô na Arena de Pernambuco, pelo placar de 2 a 1. Com a conquista, o Leão da Ilha  conquistou seu 39.º título na história da competição e garantindo vaga na disputa da Copa do Brasil Sub-20 de 2025 e da Copa do Nordeste Sub-20 junto ao Retrô, que retornou em 2025.

## Regulamento
No dia 28 de fevereiro, a FPF-PE realizou em sua sede o Conselho Arbitral do Pernambucano Su-20. Foi decidido que a edição de 2024, seria disputada por 18 equipes participantes, com atletas Sub-20 e dividida em três fases, de acordo com o Regulamento Especifico da Competição — (REC) e obedecendo o Regulamento Geral das Competições da FPF-PE em 2024.
Na Primeira fase: as 18 equipes foram divididas em dois grupos distintos (“A” e “B”), com 9 equipes cada. Cada equipe se enfrentarão dentro do próprio grupo em
jogos só de ida, classificando-se os 04 (quatro) melhores colocados de cada grupo para a Segunda fase (Quadrangular). Na Segunda fase (Quadrangular):  os quatro primeiros colocados de cada grupo, formarão dois grupos novos (“C” e “D”), onde se enfrentarão em jogos de ida mas com uma diferença: os clubes do grupo C enfrentam os clubes do grupo D. Os dois primeiros colocados de cada grupo, avançam para a terceira e última fase.
Na Terceira e última fase, os quatro melhores clubes da fase anterior se enfrentarão em um torneio eliminatório, com jogos de ida e volta e com a final sendo realizada em partida única, na Arena de Pernambuco. O campeão estadual garante vaga na disputa da Copa do Brasil Sub-20 de 2025, da mesma forma que garante vaga na disputa da Copa do Nordeste Sub-20, que retorna em 2025. Em caso de empate em pontos entre duas ou mais equipes, a sua posição da  na tabela geral de pontuação é determinada pela ordemː
1. Maior número de vitórias;
2. Maior saldo de gols;
3. Maior número de gols pró;
4. Menor número de cartões vermelhos recebidos;
5. Menor número de cartões amarelos recebidos;
6. Sorteio

Na fase eliminatória, em caso de igualdade no tempo regulamentar, o critério de desempate aplicado será:
1. Maior saldo de gols;
2. Maior número de gols pró;
3. Menor número de cartões vermelhos recebidos;
4. Menor número de cartões amarelos recebidos;
5. Tiros de ponto penal, conforme as Regras do Jogo de Futebol da International Football Association Board (IFAB).

## Participantes
| Equipe | Cidade                  | Em 2023 | Estádio (mando)      | Capacidade | Títulos        |
| --- | ----------------------- | ------- | -------------------- | ---------- | -------------- |
| América-PE | Recife                  | ND      | Grito da República   | 10 700     | 1 (1931)       |
| Águia de Cumaru | Cumaru                  | ND      | Varedão              | 5 000      | 0 (não possui) |
| Atlético Torres | Recife                  | 10.º    | Grito da República   | 10 700     | 0 (não possui) |
| Belo Jardim | Belo Jardim             | ND      | Sesc Mendonção       | 7 050      | 0 (não possui) |
| Central | Caruaru                 | 8.º     | Lacerdão             | 20 000     | 0 (não possui) |
| Centro Limoeirense | Limoeiro                | ND      | Varedão              | 5 000      | 0 (não possui) |
| Íbis | Paulista                | 6.º     | Campo do Murado      | 5 000      | 1 (1946)       |
| Ipojuca | Ipojuca                 | ND      | Antônio Dourado      | 5 000      | 0 (não possui) |
| Jaguar | Jaboatão dos Guararapes | ND      | C.T Ninho das Cobras | 7 000      | 0 (não possui) |
| Náutico | Recife                  | 4.º     | C.T do Náutico       | 5 000      | 25 (2021)      |
| Petrolina | Petrolina               | 11.º    | Paulo Coelho         | 5 000      | 0 (não possui) |
| Porto-PE | Caruaru                 | 5.º     | Ninho do Gavião      | 1 500      | 4 (2018)       |
| Retrô | Camaragibe              | 1.º     | C.T do Retrô         | 1 200      | 1 (2023)       |
| Santa Cruz | Recife                  | 2.º     | Arruda               | 60 044     | 28 (2003)      |
| Santa Fé | Recife                  | ND      | Campo do Murado      | 5 000      | 0 (não possui) |
| Serrano-PE | Serra Talhada           | ND      | Varedão              | 5 000      | 0 (não possui) |
| Sete de Setembro | Garanhuns               | ND      | José Correia         | 1 200      | 0 (não possui) |
| Sport | Recife                  | 3.º     | C.T do Sport         | 7 500      | 38 (2022)      |
| Recife Equipes do Recife: América-PE Atlético Torres Náutico Santa Cruz Santa Fé Sport Águia de Cumaru Centro Limoeirense Caruaru Equipes de Caruaru: Central Porto Petrolina Retrô Jaguar Belo Jardim Sete de Setembro Pesqueira Ipojuca Íbis Serrano-PELocalização das equipes no estado. |                         |         |                      |            |                |

## Primeira fase
Em 5 de abril de 2024, a Federação Pernambucana de Futebol divulgou a tabela da competição após o conselho arbitral de fevereiro.

### Grupo A
| Pos | Equipe           | Pts | J | V | E | D | GP | GC | SG  | Classificado |     | NAU | STC | SET | POR | IBI | AFC | JAG | SFE | SFC  |
| --- | ---------------- | --- | - | - | - | - | -- | -- | --- | ------------ | --- | --- | --- | --- | --- | --- | --- | --- | --- | ---- |
| 1   | Náutico          | 22  | 8 | 7 | 1 | 0 | 40 | 5  | +35 | Próxima fase |     | —   |     | 2–0 |     |     | 6–2 |     | 4–1 | 14–0 |
| 2   | Santa Cruz       | 20  | 8 | 6 | 2 | 0 | 23 | 5  | +18 | Próxima fase |     | 1–1 | —   | 4–1 |     |     |     |     | 3–0 | 7–0  |
| 3   | Sete de Setembro | 14  | 8 | 4 | 2 | 2 | 13 | 11 | +2  | Próxima fase |     |     |     | —   | 2–2 | 1–1 | 2–1 | 2–0 |     |      |
| 4   | Porto-PE         | 11  | 8 | 3 | 2 | 3 | 14 | 10 | +4  | Próxima fase |     | 0–1 | 1–3 |     | —   |     |     |     | 2–0 | 7–1  |
| 5   | Íbis             | 11  | 8 | 3 | 2 | 3 | 11 | 11 | 0   |              |     | 1–4 | 0–0 |     | 2–0 | —   |     |     |     | 5–1  |
| 6   | Águia de Cumaru  | 10  | 8 | 3 | 1 | 4 | 12 | 16 | −4  |              |     | 2–3 |     | 1–1 | 3–1 | —   | 1–0 |     |     |      |
| 7   | Jaguar           | 7   | 8 | 2 | 1 | 5 | 4  | 15 | −11 |              | 0–8 | 0–2 |     | 0–1 | 2–0 |     | —   |     |     |      |
| 8   | Santa Fé         | 4   | 8 | 1 | 1 | 6 | 4  | 16 | −12 |              |     |     | 0–1 |     | 0–3 | 3–1 | 0–0 | —   |     |      |
| 9   | Serrano-PE       | 3   | 8 | 1 | 0 | 7 | 6  | 40 | −34 |              |     |     | 1–4 |     |     | 0–1 | 1–2 | 2–0 | —   |      |

### Grupo B
| Pos | Equipe             | Pts | J | V | E | D | GP | GC | SG  | Classificado |     | RET | SPO | PET | BJD | ATT | CEN | IPJ | AME | CLF |
| --- | ------------------ | --- | - | - | - | - | -- | -- | --- | ------------ | --- | --- | --- | --- | --- | --- | --- | --- | --- | --- |
| 1   | Retrô              | 21  | 8 | 7 | 0 | 1 | 21 | 6  | +15 | Próxima fase |     | —   | 1–2 |     | 2–1 |     | 4–1 |     |     | 4–0 |
| 2   | Sport              | 19  | 8 | 6 | 1 | 1 | 21 | 6  | +15 | Próxima fase |     |     | —   |     | 4–0 |     | 4–0 | 1–0 |     | 6–1 |
| 3   | Petrolina          | 16  | 8 | 5 | 1 | 2 | 17 | 10 | +7  | Próxima fase |     | 2–4 | 2–1 | —   |     | 2–0 |     |     | 4–1 |     |
| 4   | Belo Jardim        | 14  | 8 | 4 | 2 | 2 | 15 | 12 | +3  | Próxima fase |     |     |     | 1–0 | —   | 1–0 |     | 1–0 | 2–2 |     |
| 5   | Atlético Torres    | 13  | 8 | 4 | 1 | 3 | 13 | 7  | +6  |              |     | 0–1 | 1–1 |     |     | —   | 3–2 |     | 1–0 |     |
| 6   | Central            | 8   | 8 | 2 | 2 | 4 | 14 | 20 | −6  |              |     |     | 3–3 | 3–3 |     | —   | 0–1 |     | 3–2 |     |
| 7   | Ipojuca            | 7   | 8 | 2 | 1 | 5 | 4  | 7  | −3  |              | 0–1 |     | 0–1 |     | 0–1 |     | —   | 1–1 |     |     |
| 8   | América-PE         | 5   | 8 | 1 | 2 | 5 | 11 | 17 | −6  |              | 0–4 | 1–2 |     |     |     | 0–2 |     | —   | 6–1 |     |
| 9   | Centro Limoeirense | 0   | 8 | 0 | 0 | 8 | 6  | 37 | −31 |              |     |     | 0–3 | 1–6 | 0–7 |     | 1–2 |     | —   |     |

## Segunda fase

### Grupo C
| Pos | Equipe           | Pts | J | V | E | D | GP | GC | SG | Classificação ou descenso  |
| --- | ---------------- | --- | - | - | - | - | -- | -- | -- | -------------------------- |
| 1   | Náutico          | 12  | 4 | 4 | 0 | 0 | 11 | 5  | +6 | Próxima fase               |
| 2   | Santa Cruz       | 9   | 4 | 3 | 0 | 1 | 5  | 3  | +2 | Próxima fase               |
| 3   | Porto-PE         | 5   | 4 | 1 | 2 | 1 | 4  | 4  | 0  | Eliminados na Segunda fase |
| 4   | Sete de Setembro | 1   | 4 | 0 | 1 | 3 | 1  | 6  | −5 | Eliminados na Segunda fase |

### Grupo D
| Pos | Equipe      | Pts | J | V | E | D | GP | GC | SG | Classificação ou descenso  |
| --- | ----------- | --- | - | - | - | - | -- | -- | -- | -------------------------- |
| 1   | Sport       | 7   | 4 | 2 | 1 | 1 | 4  | 3  | +1 | Próxima fase               |
| 2   | Retrô       | 4   | 4 | 1 | 1 | 2 | 5  | 5  | 0  | Próxima fase               |
| 3   | Petrolina   | 4   | 4 | 1 | 1 | 2 | 5  | 8  | −3 | Eliminados na Segunda fase |
| 4   | Belo Jardim | 3   | 4 | 1 | 0 | 3 | 4  | 5  | −1 | Eliminados na Segunda fase |

### Confrontos
| Mandante \ Visitante | BJD | NAU | PET | POR | RET | STC | SET | SPO |
| -------------------- | --- | --- | --- | --- | --- | --- | --- | --- |
| Belo Jardim          | —   |     | 0–1 |     |     |     | 2–0 |     |
| Náutico              | 2–1 | —   | 4–1 |     |     |     |     |     |
| Petrolina            |     |     | —   | 3–2 |     |     | 1–1 | 1–1 |
| Porto-PE             |     |     |     | —   | 0–0 |     |     |     |
| Retrô                |     | 2–3 |     |     | —   | 1–2 |     |     |
| Santa Cruz           | 2–1 |     | 1–0 |     |     | —   |     |     |
| Sete de Setembro     |     |     |     |     | 0–2 |     | —   | 0–1 |
| Sport                |     | 1–2 |     |     |     | 1–0 |     | —   |

## Terceira fase
Em itálico, as equipes que possuem o mando de campo do confronto no jogo único ou na primeira partida; em negrito as equipes classificadas.
|  | Semifinais | Semifinais | Semifinais | Semifinais |   |       | Final | Final |
|  |            |            |            |            |   |       |       |       |
|  | Retrô      | 0          | 2          | 2          |   |       |       |       |
|  | Náutico    | 0          | 0          | 0          |   |       |       |       |
|  | Náutico    | 0          | 0          | 0          |   | Retrô | 1     |       |
|  |            |            |            |            |   | Retrô | 1     |       |
|  |            | Sport      | 2          |            |   |       |       |       |
|  | Sport      | Sport      | 2          | 2          | 3 | 5     |       |       |
|  | Sport      |            |            | 2          | 3 | 5     |       |       |
|  | Santa Cruz | 1          | 0          | 1          |   |       |       |       |

### Final
| 3 de agosto | Retrô            | 1 – 2     | Sport                       | Arena Pernambuco, São Lourenço da Mata |
| 15:00       | Wesley Silva 32' | Relatório | Dieguinho 13' · Patrick 21' | Árbitro: Pos.                          |

## Estatísticas

### Artilharia
| Pos. | Jogador        | Equipe     | Gols |
| ---- | -------------- | ---------- | ---- |
| 1    | Leandro Kauã   | Náutico    | 11   |
| 2    | Caio Soares    | Náutico    | 9    |
| 3    | Tulio Oliveira | Santa Cruz | 8    |
| 4    | Vinicius       | Santa Cruz | 7    |
| 5    | Richard        | América-PE | 5    |

### Hat-tricks
| Jogador       | Clube              | Adversário      | Placar   | Data        | Ref.   |
| ------------- | ------------------ | --------------- | -------- | ----------- | ------ |
| Leandro kauã  | Náutico            | Santa Fé        | 4–0 (C)  | 13 de abril | [ 12 ] |
| Italo Machado | Centro Limoeirense | Atlético Torres | 0–7 (F)  | 18 de maio  | [ 13 ] |
| Leandro kauã  | Náutico            | Jaguar          | 8–0 (F)  | 24 de maio  | [ 14 ] |
| Leandro kauã  | Náutico            | Serrano-PE      | 14–1 (C) | 2 de junho  | [ 15 ] |

### Poker-tricks
| Jogadora | Clube      | Adversário         | Placar  | Data       | Ref.   |
| -------- | ---------- | ------------------ | ------- | ---------- | ------ |
| Richard  | América-PE | Centro Limoeirense | 6–1 (C) | 2 de junho | [ 16 ] |

## Premiação
| Campeonato Pernambucano Sub-20 de 2024 |
| -------------------------------------- |
| Sport Campeão (39.º título)            |

## Classificação final
| Pos | Equipe             | Pts | J  | V  | E | D | GP | GC | SG  | Classificação ou descenso                                                                                  |
| --- | ------------------ | --- | -- | -- | - | - | -- | -- | --- | --- |
| 1   | Sport (C)          | 35  | 15 | 11 | 2 | 2 | 28 | 11 | +17 | Campeão e classificado para a Copa do Brasil Sub-20 de 2025 e à Copa do Nordeste de Futebol Sub-20 de 2025 |
| 2   | Retrô              | 29  | 15 | 9  | 2 | 4 | 29 | 13 | +16 | Vice-campeão e classificado para a Copa do Nordeste de Futebol Sub-20 de 2025                              |
| 3   | Náutico            | 35  | 14 | 11 | 2 | 1 | 51 | 12 | +39 | Semifinalistas                                                                                             |
| 4   | Santa Cruz         | 29  | 14 | 9  | 2 | 3 | 29 | 13 | +16 | Semifinalistas                                                                                             |
| 5   | Petrolina          | 20  | 12 | 6  | 2 | 4 | 22 | 15 | +7  | Eliminados na Segunda fase                                                                                 |
| 6   | Belo Jardim        | 17  | 12 | 5  | 2 | 5 | 19 | 17 | +2  | Eliminados na Segunda fase                                                                                 |
| 7   | Porto-PE           | 16  | 12 | 4  | 4 | 4 | 18 | 14 | +4  | Eliminados na Segunda fase                                                                                 |
| 8   | Sete de Setembro   | 15  | 12 | 4  | 3 | 5 | 14 | 17 | −3  | Eliminados na Segunda fase                                                                                 |
| 9   | Atlético Torres    | 13  | 8  | 4  | 1 | 3 | 13 | 7  | +6  | Eliminados na Primeira fase                                                                                |
| 10  | Íbis               | 11  | 8  | 3  | 2 | 3 | 11 | 11 | 0   | Eliminados na Primeira fase                                                                                |
| 11  | Águia de Cumaru    | 10  | 8  | 3  | 1 | 4 | 12 | 16 | −4  | Eliminados na Primeira fase                                                                                |
| 12  | Central            | 8   | 8  | 2  | 2 | 4 | 14 | 20 | −6  | Eliminados na Primeira fase                                                                                |
| 13  | Ipojuca            | 7   | 8  | 2  | 1 | 5 | 4  | 7  | −3  | Eliminados na Primeira fase                                                                                |
| 14  | Jaguar             | 7   | 8  | 2  | 1 | 5 | 4  | 15 | −11 | Eliminados na Primeira fase                                                                                |
| 15  | Santa Fé           | 4   | 8  | 1  | 1 | 6 | 4  | 16 | −12 | Eliminados na Primeira fase                                                                                |
| 16  | América-PE         | 5   | 8  | 1  | 2 | 5 | 11 | 17 | −6  | Eliminados na Primeira fase                                                                                |
| 17  | Serrano-PE         | 3   | 8  | 1  | 0 | 7 | 6  | 40 | −34 | Eliminados na Primeira fase                                                                                |
| 18  | Centro Limoeirense | 0   | 8  | 0  | 0 | 8 | 6  | 37 | −31 | Eliminados na Primeira fase                                                                                |